# Paragus longiventris
Paragus longiventris là một loài ruồi trong họ Ruồi giả ong (Syrphidae). Loài này được Loew mô tả khoa học đầu tiên năm 1858. Paragus longiventris phân bố ở vùng Châu Phi